# Municipio de Hanover (condado de Lincoln)
El municipio de Hanover (en inglés: Hanover Township) es un municipio ubicado en el condado de Lincoln en el estado estadounidense de Kansas. En el año 2010 tenía una población de 41 habitantes y una densidad poblacional de 0,44 personas por km².

## Geografía
El municipio de Hanover se encuentra ubicado en las coordenadas 39°5′45″N 98°25′11″O / 39.09583, -98.41972. Según la Oficina del Censo de los Estados Unidos, el municipio tiene una superficie total de 93.23 km², de la cual 93,14 km² corresponden a tierra firme y (0,1 %) 0,09 km² es agua.

## Demografía
Según el censo de 2010, había 41 personas residiendo en el municipio de Hanover. La densidad de población era de 0,44 hab./km². De los 41 habitantes, el municipio de Hanover estaba compuesto por el 100 % blancos. Del total de la población el 0 % eran hispanos o latinos de cualquier raza.